# Mewar

Mewars flagga

Mewar (मेवाड़) var en vasallstat i Brittiska Indien. Mewar innefattar de nutida distrikten Pratapgarh, Bhilwara, Chittorgarh, Rajsamand och Udaipur. Regionen var under århundraden en rajputrike som senare blev en vasallstat under brittiskt styre.